# Мумин, Абдул Разак
Абдул Разак Мумин (англ. Abdul Razak Mumin; род. 4 марта 1990) — ганский шоссейный велогонщик.

## Карьера
В 2015 году принял участие в Африканских играх 2015, проходивших в Браззавиле (Республика Конго). На них выступил в групповой и индивидуальной гонках. На следующий, 2016 год, стал третьим в групповой гонке на чемпионате Ганы.
В 2017 году стал чемпионом Ганы в индивидуальная гонке. Стартовал на Туре Мелеса Зенауи в рамках Африканского тура UCI
В 2018 году сначала принял участие в чемпионате Африки. А затем в Играх Содружества на которых выступил в групповой и индивидуальной гонках.

## Достижения
2016
3-й на Чемпионат Ганы — групповая гонка
2017
 Чемпион Ганы — индивидуальная гонка